# NGC 2418
NGC 2418 é uma galáxia elíptica (E) localizada na direcção da constelação de Gemini. Possui uma declinação de +17° 53' 02" e uma ascensão recta de 7 horas, 36 minutos e 37,4 segundos.
A galáxia NGC 2418 foi descoberta em 23 de Janeiro de 1874 por Édouard Jean-Marie Stephan.